# Гиббс, Фредия
Фредия Гиббс (англ. Fredia Gibbs; 8 июля 1963, Честер, Пенсильвания первая афроамериканка, чемпионка по кикбоксингу.. После победы над Валери Энин в 1994 году она стала известна как «Самая опасная женщина в мире». Она была одной из выдающихся чемпионк своей времени и остается выдающейся личностью в истории женского кикбоксинга в лёгком весе. Она также является бывшей спортсменкой тайского бокса и участницей в три чемпионате мира по кикбоксингу. Фредия Гиббс также профессиональная женщина-боксер, участвующая в боксерском турнире с 1991 по 2005 год. Она опубликовала свою первую книгу «История Фредии Гиббс» в 2016 году о своей жизни

## Биография
Фредия Гиббс родилась в городе Честер, Пенсильвания. Гиббс Окончила Университет Темпл. Она начала свою спортивную карьеру в баскетболе и была приглашна в женскую национальную баскетбольную команду США. Позже она продолжала играть в профессиональный баскетбол в Германии. В 1990 году, после переезда в Северный Голливуд, Фредия занялась кикбоксингом под руководством Бенни Уркидеса в Академии муай-тай.
Гиббс перешла в мир профессионального бокса в 1997 году.